# Bergolo
Bergolo is een gemeente in de Italiaanse provincie Cuneo (regio Piëmont) en telt 80 inwoners (31-12-2004). De oppervlakte bedraagt 3,0 km², de bevolkingsdichtheid is 27 inwoners per km².

## Demografie
Bergolo telt ongeveer 48 huishoudens. Het aantal inwoners steeg in de periode 1991-2001 met 8,2% volgens cijfers uit de tienjaarlijkse volkstellingen van ISTAT.
| Jaar | Inwoneraantal |
| ---- | ------------- |
| 1991 | 73            |
| 2001 | 79            |

## Geografie
De gemeente ligt op ongeveer 616 m boven zeeniveau.
Bergolo grenst aan de volgende gemeenten: Cortemilia, Levice, Pezzolo Valle Uzzone, Torre Bormida.

## Foto's

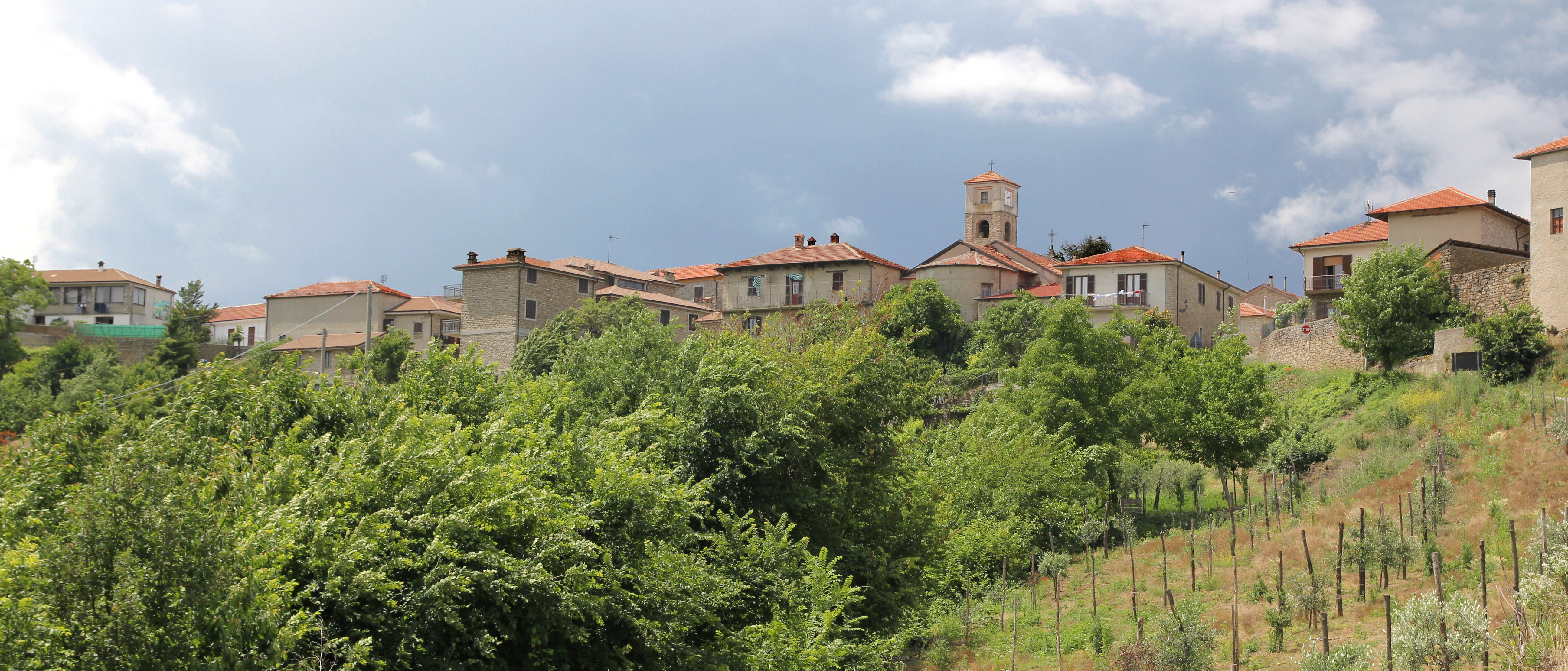
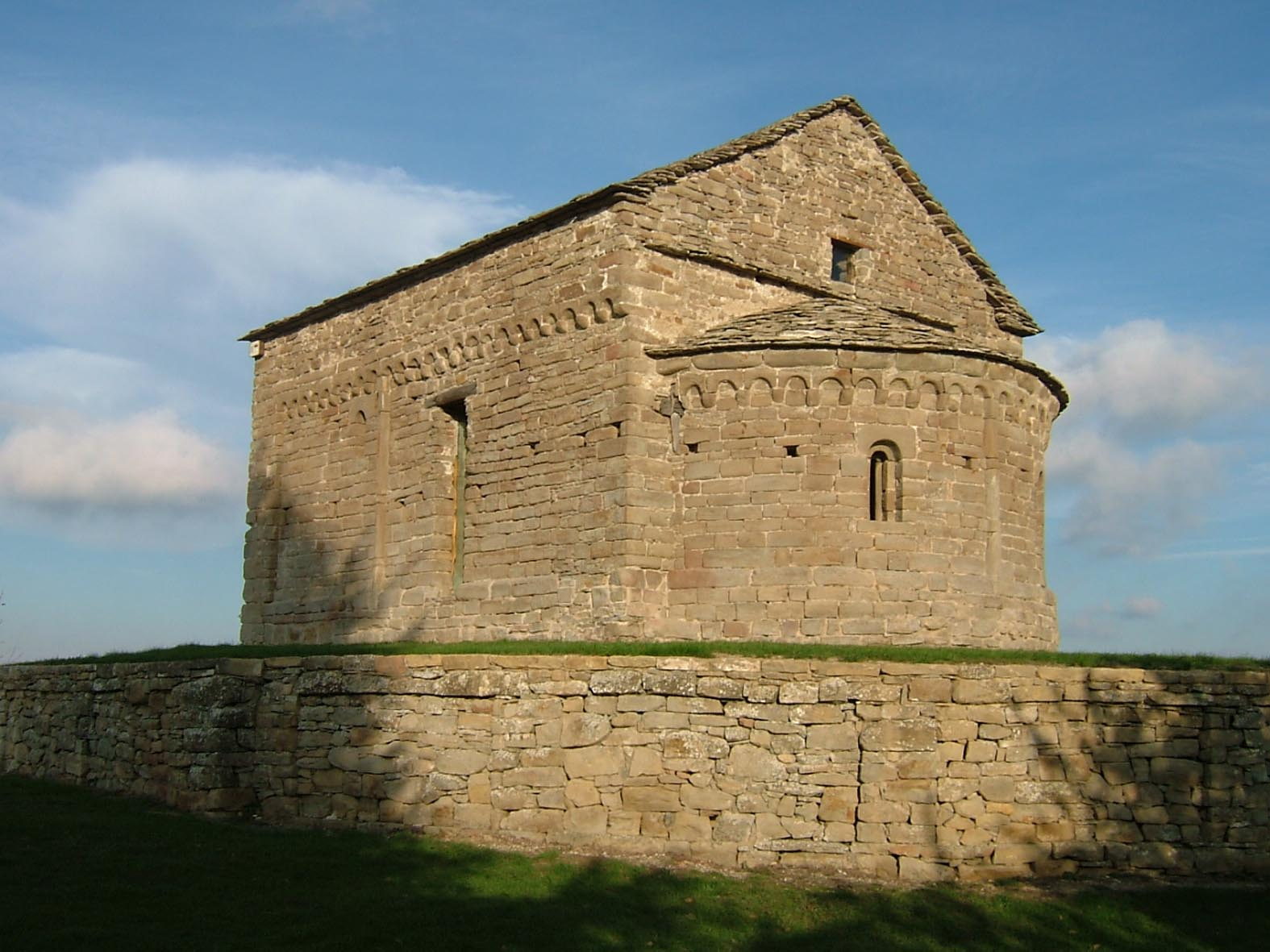
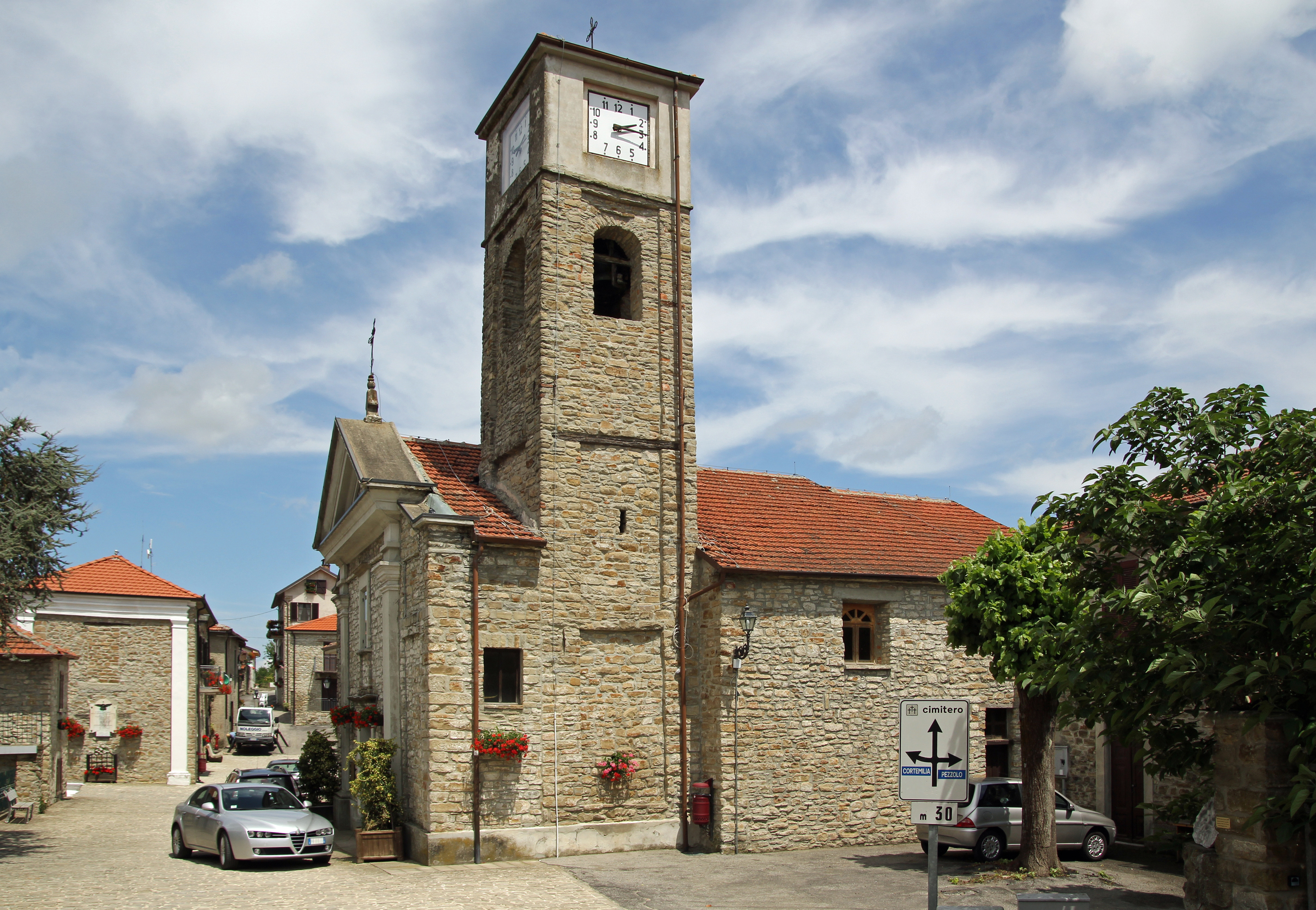
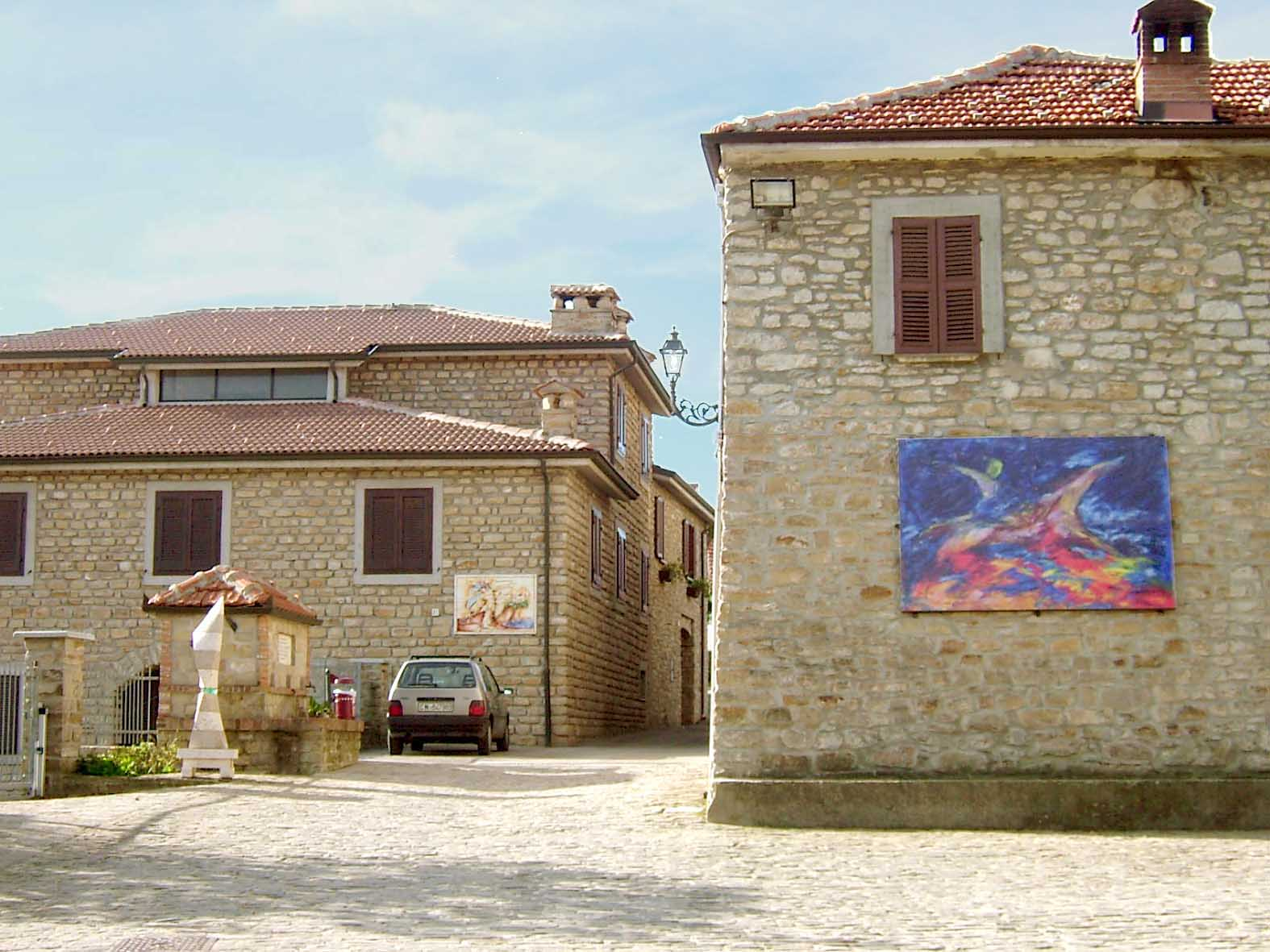
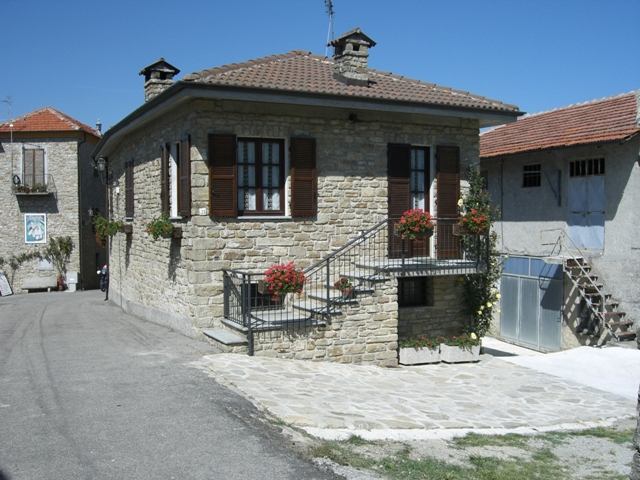